# Liste der Autobahnen in Singapur

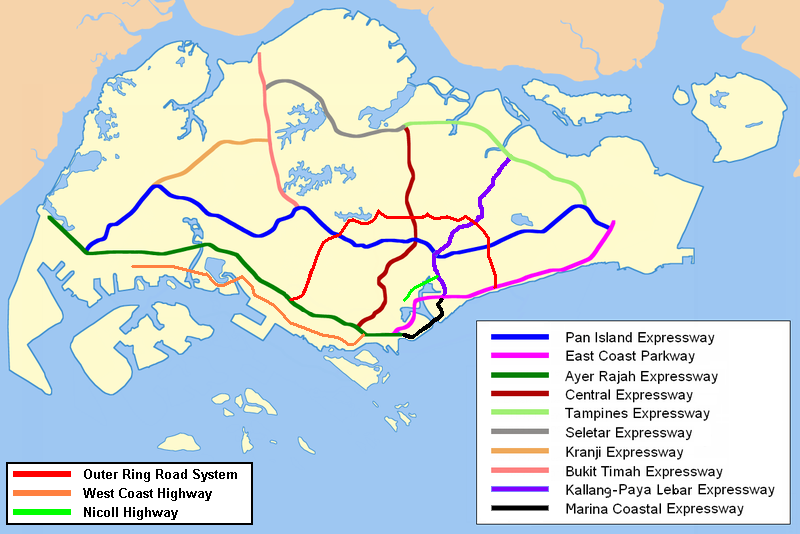
Verlauf der Autobahnen in Singapur

Liste der Autobahnen in Singapur

## Autobahn
| Kurz | Name                         | Verlauf                                                                | Länge              |
| ---- | ---------------------------- | ---------------------------------------------------------------------- | ------------------ |
| EAY  | Ayer Rajah Expressway        | City – Telok Blangah – Pasir Panjang – Jurong – Tuas – Grenze Malaysia | 26,5 km            |
| ()   | Bukit Timah Expressway       | Bukit Timah – Bukit Panjang – Woodlands – Grenze Malaysia              | 10 km              |
| ECT  | Central Expressway           | Telok Blangah – City – Toa Payoh – Seletar                             | 16 km              |
| PEC  | East Coast Parkway           | Changi International Airport – Katong – Kallang – City                 | 20 km              |
| EKP  | Kalang-Paya Lebar Expressway | Kallang – Paya Lebar – Tampines                                        | 12 km              |
| EKJ  | Kranji Expressway            | Bukit Panjang – Jurong                                                 | 8 km               |
| EMC  | Marina Costal Expressway     | Tanjong Rhu – Keppel                                                   | 8 km               |
| ENS  | North-South Expressway       | Marina Centre                                                          | 21 km (in Planung) |
| EPI  | Pan Island Expressway        | Changi – Katong – Toa Payoh – Bukit Timah – Jurong – Tuas              | 43 km              |
| ESL  | Seletar Expressway           | Seletar – Woodlands                                                    | 12 km              |
| ETP  | Tampines Expressway          | Tampines – Serangoon – Seletar                                         | 14 km              |